# Poliodestra faeculenta
Poliodestra faeculenta är en fjärilsart som beskrevs av Max Wilhelm Karl Draudt 1924. Poliodestra faeculenta ingår i släktet Poliodestra och familjen nattflyn. Inga underarter finns listade i Catalogue of Life.